# To właśnie my
To właśnie my – pierwszy album studyjny polskiej grupy bigbitowej Czerwone Gitary. Został wydany 10 grudnia 1966 nakładem wytwórni Pronit.
24 września 2008, po ponad 40 latach od premiery, album uzyskał status złotej płyty.

## Lista utworów
Strona A
| 1. | „To właśnie my” (muz. K. Klenczon, S. Krajewski; sł. S. Krajewski)                                                                              | 2:43  |
|    | |       |
| 2. | „Nie mów nic” (muz. M. Marini; sł. W. Sieradzka)                                                                                                | 2:26  |
|    | |       |
| 3. | „Nie zadzieraj nosa” (muz. S. Krajewski; sł. M. Gaszyński)                                                                                      | 2:41  |
|    | |       |
| 4. | „Matura” (muz. K. Klenczon; sł. J. Kossela) (utwór na obu reedycjach znajduje się między piosenkami „Pięciu nas jest” a „Śledztwo zakochanego”) | 2:19  |
|    | |       |
| 5. | „Pechowy chłopiec” (muz. B. Dornowski; sł. T. Krystyn)                                                                                          | 2:29  |
|    | |       |
| 6. | „Kto winien jest” (muz. S. Krajewski; sł. M. Bellan)                                                                                            | 4:02  |
|    | |       |
| 7. | „Randka z deszczem” (muz. K. Klenczon; sł. T. Krystyn)                                                                                          | 2:19  |
|    | |       |
| 8. | „Historia jednej znajomości” (muz. K. Klenczon; sł. J. Kossela)                                                                                 | 3:01  |
|    | |       |
|    | | 22:00 |
|    | |       |
Strona B
| 1. | „Czy słyszysz co mówię” (muz. S. Krajewski; sł. M. Gaszyński)             | 3:00  |
|    |                                                                           |       |
| 2. | „Pięciu nas jest” (muz. K. Klenczon, S. Krajewski; sł. S. Krajewski)      | 3:20  |
|    |                                                                           |       |
| 3. | „Śledztwo zakochanego” (muz. S. Krajewski; sł. M. Gaszyński)              | 2:40  |
|    |                                                                           |       |
| 4. | „Mówisz, że kochasz mnie jak nikt” (muz. K. Klenczon; sł. J. Kossela)     | 3:21  |
|    |                                                                           |       |
| 5. | „Dlaczego pada deszcz” (muz. S. Krajewski; sł. S. Krajewski, C. Niemczuk) | 3:27  |
|    |                                                                           |       |
| 6. | „Bo ty się boisz myszy” (muz. i sł. J. Kossela)                           | 1:59  |
|    |                                                                           |       |
|    |                                                                           | 17:47 |
|    |                                                                           |       |

## Twórcy
- Jerzy Kossela – gitara, śpiew
- Krzysztof Klenczon – gitara, śpiew
- Bernard Dornowski – gitara, śpiew
- Seweryn Krajewski – gitara basowa, śpiew
- Jerzy Skrzypczyk – perkusja, śpiew

Produkcja
- Wojciech Piętowski – reżyser nagrania
- Helena Jastrzębska – operator dźwięku
- Marek Andrzej Karewicz – zdjęcia i oprawa graficzna